# André Marty
André Marty (Perpignano, 6 novembre 1886 – Tolosa, 23 novembre 1956) è stato un politico e antifascista francese, leader del Partito Comunista Francese (PCF),  deputato dal 1924 al 1955, con alcune interruzioni, e segretario dell'Internazionale Comunista dal 1935 al 1943.

## Biografia

### Gioventù
Nato in una famiglia di sinistra ma agiata; il padre era un commerciante di vini. Da giovane, Marty cercò di vincere un posto al concorso generale per la prestigiosa École Navale, l'accademia navale francese, ma non ci riuscì e divenne perciò apprendista presso un fabbricante di caldaie. Si arruolò nella Marina francese nel gennaio 1908 come marinaio meccanico. Di base a Tolone, le sue missioni lo portarono in Cina, Indocina, Balcani e Marocco. Come sommozzatore, partecipò al recupero della torpediniera Takou nel 1911. 
Nel giugno 1914, Marty ottenne il primo posto nel concorso per cadetti ingegneri. Promosso ingegnere meccanico di 2^ classe, nel luglio del 1917 fu assegnato al reparto “macchine” della torpediniera di squadra Protet.

### L'ammutinamento del mar Nero
Nell'aprile del 1919, la corazzata Jean Bart e la sua nave gemella France furono inviate nel Mar Nero nell'ambito dell'intervento nella Russia meridionale a guida francese per assistere i bianchi nella guerra civile russa.
Il 19 aprile 1919, gli equipaggi delle corazzate Jean Bart e France si ammutinarono. Sebbene le loro simpatie fossero per i rossi e non per i bianchi, le principali lamentele degli equipaggi erano: la lentezza della loro smobilitazione dopo la fine della prima guerra mondiale e la scarsa quantità nonché la terribile qualità delle razioni. Il governo francese accolse le richieste degli ammutinati, ma perseguì i capi. Tra questi c'era Charles Tillon, con il quale Marty avrebbe avuto un legame per tutta la vita. 
Marty fu al centro dell'ammutinamento dei marinai, fomentando un complotto per impadronirsi della Protet, issare la bandiera rossa al posto del tricolore francese ed entrare nel porto di Odessa. Il suo arresto, avvenuto il 16 aprile, precedette la rivolta che scoppierà tre giorni dopo. Inizialmente imprigionato nella Galați (in Romania), fu trasferito il 23 aprile sull'incrociatore corazzato Waldeck-Rousseau. Un ulteriore trasferimento sul Protet provocò una rivolta dei marinai della Waldeck-Rousseau, che aggiunsero alle loro richieste il desiderio di salvare la vita dell'ingegnere meccanico. Fu processato e condannato a vent'anni di reclusione ai lavori forzati da una corte marziale tenutasi a Costantinopoli nel luglio 1919.

### Marty nel PCF
Marty fu graziato e, al suo rilascio nel 1923, aderì immediatamente al PCF. Nel 1924 fu eletto all'Assemblea nazionale francese per la circoscrizione di Seine-et-Oise e divenne membro del Comitato centrale del PCF.
Nel frattempo, seguendo l'esempio di numerosi altri leader comunisti, si batté contro il crescente militarismo francese, venendo arrestato e imprigionato nel carcere de La Santé di Parigi. Nel 1931 divenne attivo nel Comintern e nel 1936 fu eletto sia nel Presidium (consiglio esecutivo) che nel Segretariato (amministrazione).

### Marty durante la guerra civile spagnola

Stella delle Brigate Internazionali

André Marty fu inviato dall'Internazionale Comunista nell'agosto del 1936 allo scopo di organizzare le Brigate Internazionali: la scelta ricadde su di lui in quanto aveva un'alta carica nel Comintern e per di più conosceva spagnolo e catalano (era stato ufficiale di marina).
Le Brigate Internazionali avevano base ad Albacete: Marty aveva come compagni nel compito a lui affidato dall'Internazionale Comunista Luigi Longo e Giuseppe Di Vittorio.
La situazione però non risulta favorevole a Marty, che viene richiamato a Mosca: al suo ritorno ad Albacete nel 1937 deve accettare di aver come supervisore del suo lavoro Palmiro Togliatti. Vengono presentati di lui due aspetti contraddittori: il primo lo inquadra come il "macellaio di Albacete" denunciato a mezzo stampa, il secondo come il "libertario francese" Commissario Massart (quest'ultimo descritto da Ernest Hemingway in Per chi suona la campana).
Togliatti, in una relazione del novembre 1937, insistette sul fatto che Marty dovesse cambiare radicalmente i suoi metodi di lavoro ed evitare di interferire su questioni militari e tattiche delle Brigate Internazionali: nel gennaio 1938 lo stesso Togliatti cambia però opinione, continuando a sostenere tuttavia che Marty ha difficoltà nel rapporto con i compagni.
Se i metodi duri di Marty sembrano innegabili, l'aspetto positivo riguarda il fatto che seppe gestire un gran numero di volontari.
Prese parte alla lotta contro i miliziani anarchici e del POUM e fu implicato nell'esecuzione del comandante Delasalle. Su questo caso di cui viene accusato Marty lo storico Pietro Ramella (che si è occupato della biografia con testimonianze di Aldo Morandi) affermò: 
Il 4 gennaio 1937 il maggiore Delasalle viene arrestato e processato ad Arjonilla da un tribunale militare. L'accusa è sostenuta da Morandi, che richiede la pena di morte per "diserzione davanti al nemico, abbandono delle truppe al suo comando, disfattismo per aver ordinato, senza motivo, la ritirata e l'abbandono delle armi pesanti". La richiesta dell'accusa viene accolta e l'imputato è condannato a morte mediante fucilazione e giustiziato la sera stessa»
Marty viene quindi visto da diversi storici come un fanatico stalinista ma assolutamente non compartecipante ai crimini perpetrati da agenti del GPU contro gli anarchici e i militanti del POUM.
Ci furono inoltre molti altri scontri con leader antifascisti: scrive infatti Luigi Longo riguardo alla partecipazione ebraica alla Guerra civile spagnola

E si nota come Luigi Longo indica senza esitazione come André Marty sia il fondatore delle Brigate Internazionali, inoltre un battaglione delle Brigate Internazionali aveva nome André Marty, sottolineando l'importanza del combattente antifascista in terra di Spagna. Pur se per Riccardo Formica André Marty è "un rabbioso di carattere": 

## La seconda guerra mondiale
Nella primavera del 1939, la guerra civile spagnola si è conclusa. Invece di tornare in Francia, Marty si reca in Unione Sovietica per lavorare a tempo pieno per il Comintern. Era ancora lì quando inizia la seconda guerra mondiale e non può ritornare in patria, occupata dai nazifascisti. Da maggio a ottobre 1943, dopo il successo dell'Operazione Torch, (una componente chiave della campagna del Nord Africa), Marty fu inviato ad Algeri come rappresentante del PCF presso le Libere Forze Francesi, formate da De Gaulle.
Dopo la Liberazione di Parigi, nel mese di agosto 1944, Marty ritorna in Francia: tenta di innescare un processo rivoluzionario nella confusa situazione, ma la cosa fallisce in quanto non viene appoggiato da altri dirigenti del partito e soprattutto non ottenendo il via libera di Stalin sull'attuazione dell'iniziativa insurrezionale.

## Il "Caso Marty", la radiazione dal PCF nel 1952
Marty è stato ancora una volta eletto deputato anche se a causa degli attacchi della stampa il suo carisma era notevolmente diminuito all'interno del PCF.
Nel 1952, mentre Duclos Thorez, malato, è a Mosca per curarsi e in convalescenza nel Caucaso (si pensa che incontri anche Stalin), il Marty accusa Charles Tillon di essere una spia della polizia ed è l'occasione buona per il PCF di disfarsi di un compagno ormai scomodo che pensava ancora alla rivoluzione sociale nonostante il veto di Stalin. 
Le accuse vengono in qualche modo ribaltate accusandolo praticamente di essere paranoico e poco tempo dopo Marty viene radiato dal PCF: le superpotenze ormai si erano divise le sfere d'influenza e Stalin mette il veto su qualsiasi ipotesi di rivoluzione socialista nell'occidente europeo.